# Martell de guerra
Un martell de guerra era una arma contundent, que el guerrer mantenia gairebé sempre a una mà, el cap de la qual estava fixat a una asta o mànec curt. Sempre es componia d'una part més roma per copejar i una altra de més esmolada, en forma de bec, per perforar.
Pensat per al combat cos a cos, el seu disseny s'assembla al d'un martell i, igual que aquest, consisteix en un cap massís de metall i un mànec. Aquest últim pot tenir diferents longituds, variant entre la d'una alabarda i la d'una maça. És una arma que va tenir el seu auge en l'edat mitjana i s'utilitzava per destruir les armadures dels oponents. L'estratègia més comuna era portar diversos soldats armats amb maça o martell i darrere d'ells infanteria normal.
També es pot trobar en algunes fonts com a "llucana". Tractats sobre el seu maneig: Flos duellatorum de Fiore dei Liberi.

## El martell de guerra en la història
Els martells —o becs— militars van ser una variant de les primeres i primitives armes contundents de la humanitat. En el principi dels temps, les armes més fàcils d'usar o fabricar van ser les porres, claves i maces. Però a mesura que l'home va aprendre de la guerra i va usar armes defensives com pells, cuirs i escuts, les armes de tall o punxants van relegar les contundents a un segon pla.
Ja en segles posteriors, en l'època medieval, les defenses — sobretot d'arnesos de plaques - van tornar a popularitzar armes contundents molt especialitzades com els martells de guerra i altres subcategories, com el Bec de Corb, pel poder de penetració que tenien en enfrontar-se a armadures completes de plaques.

Per això aquestes armes només van perdurar mentre va perdurar l'"Armadura Blanca" o arnés de plaques metàl·liques.

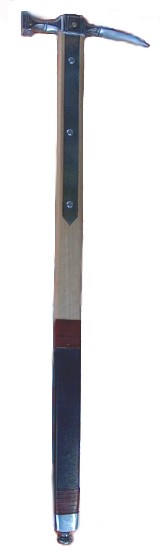
Martell de guerra
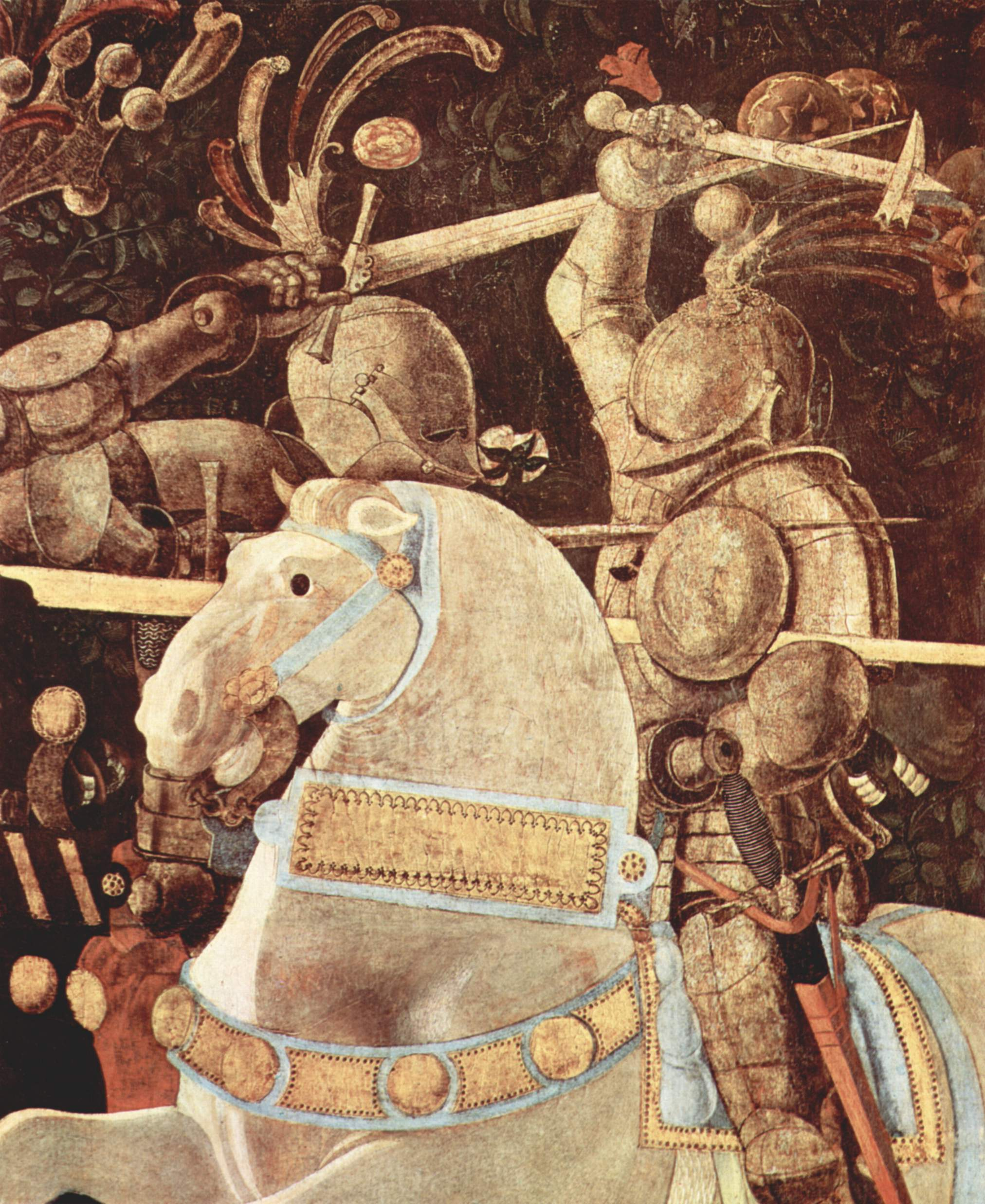
Cavaller amb un martell de guerra (obra de Paolo Uccello).

## Morfologia
Els martells, maces o becs militars eren armes "curtes" de, com a molt, el metre en comptades ocasions. El seu poder de pegada i penetració radicaven en la massa de l'arma, per això sempre van ser més curts que les espases d'una categoria equivalent.
La seva longitud mitjana oscil·lava entre els 50 i 90 cm, per la qual cosa el seu ús era útil quan es portava armadura— o bé si es disposava de més mobilitat a cavall. La imatge d'armes emprades d'aquesta manera en comptes de sabres o llances ha creat molta discussió quant a la seva efectivitat, ja que sembla que el martells es quedaven encaixats amb facilitat en penetrar les cuirasses, però s'ha vist en els texts històrics que aquestes armes, servien tant per fer caure un cavaller com per assestar el cop quasi definitiu, eren moltes vegades l'arma principal, no la secundària. Per això el "problema" de desencaixar els martells de les cuirasses no sembla que fos una raó per a no utilitzar-les, i van ser populars entre els cavallers amb armadura de l'edat mitjana i començament de l'edat moderna.